# علی‌آباد قدیم (قطرویه)
علی‌آباد (علی‌آباد قدیم)، روستایی از توابع بخش قطرویه شهرستان نی‌ریز در استان فارس ایران است.

## جمعیت
این روستا در دهستان ریزآب قرار دارد و بر اساس سرشماری مرکز آمار ایران در سال ۱۳۸۵، جمعیت آن ۵۱ نفر (۱۴ خانوار) بوده‌است.